# Ko Phi Phi Don
Ko Phi Phi Don (taj. เกาะพีพีดอน) – tajlandzka wyspa leżąca na Morzu Andamańskim, największa w archipelagu Ko Phi Phi. Administracyjnie położona jest w prowincji Krabi. Najwyższe wzniesienie wynosi 150 m n.p.m., a według innych źródeł 186 m n.p.m.

## Położenie geograficzne

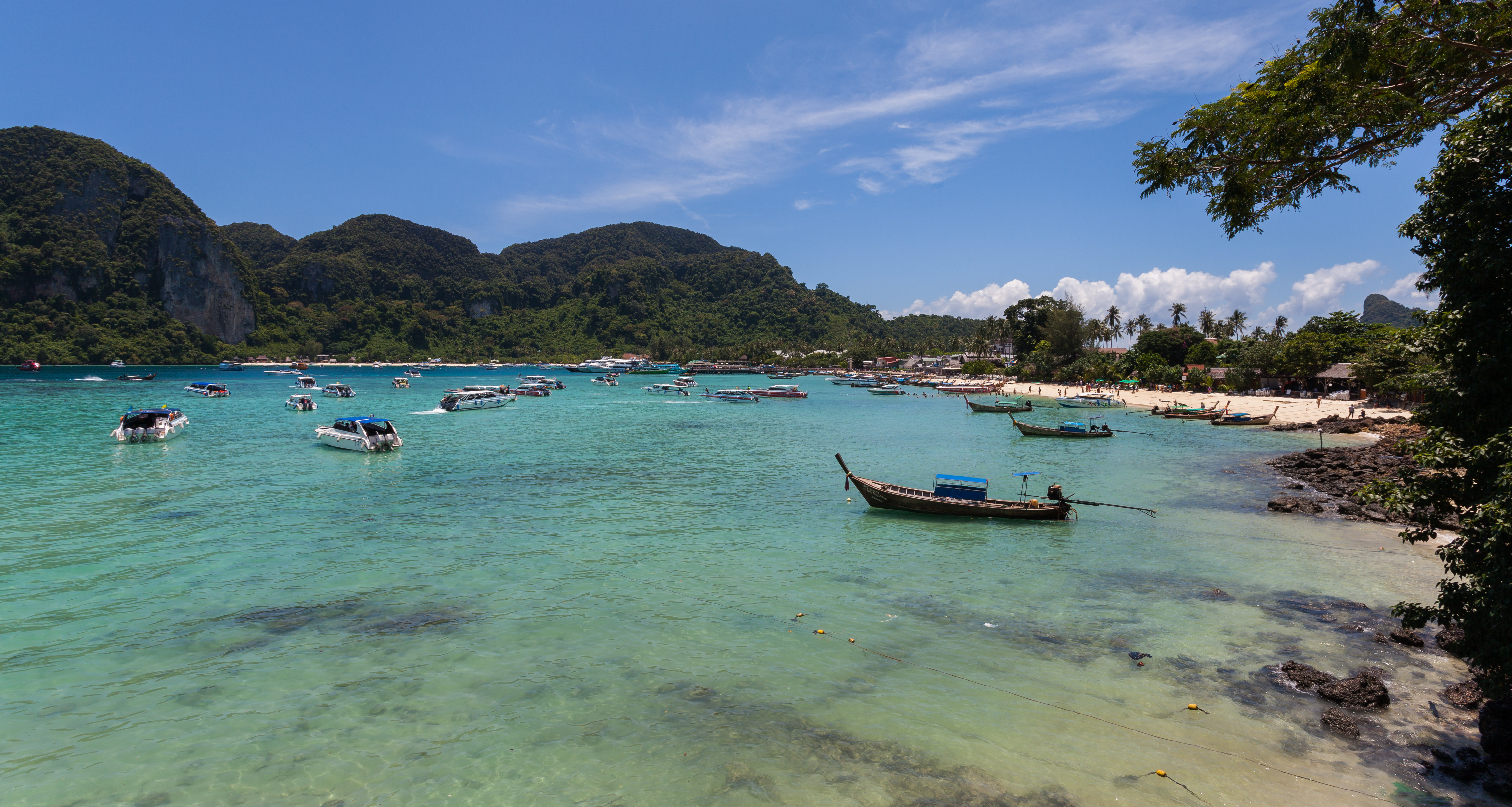
Zatoka Ao Ton Sai

Wyspa administracyjnie położona jest w prowincji Krabi, na południowy zachód od jej stolicy, miasta Krabi. Znajduje się na południowy wschód od Phuket i Ko Yai Yao oraz na północny zachód od Ko Lanta Yai, 43 km na zachód od wybrzeża Półwyspu Malajskiego. Około 7 km na południe od Ko Phi Phi Don położona jest Ko Phi Phi Le, natomiast około 5–6 km na północ usytuowane są Ko Yung oraz Ko Mai Phai.

## Charakterystyka
Północna i południowa część Ko Phi Phi Don zbudowana jest ze skał wapiennych, porośniętych bujną roślinnością. Te dwie części wyspy połączone są ze sobą wąskim piaszczystym przesmykiem.
Jest jedyną wyspą archipelagu Ko Phi Phi, na której są stali mieszkańcy. W wąskim przesmyku między zatokami Ao Ton Sai i Ao Lo
Dalam położone jest małe miasteczko Sa Nam Ban Ko Phi Phi (zwane także Ton Sai Village). Na wyspie dominuje przemysł turystyczny. Na Ko Phi Phi Don nie ma transportu zmotoryzowanego. W zatoce Ao Ton Sai znajduje się betonowe molo.

## Klimat

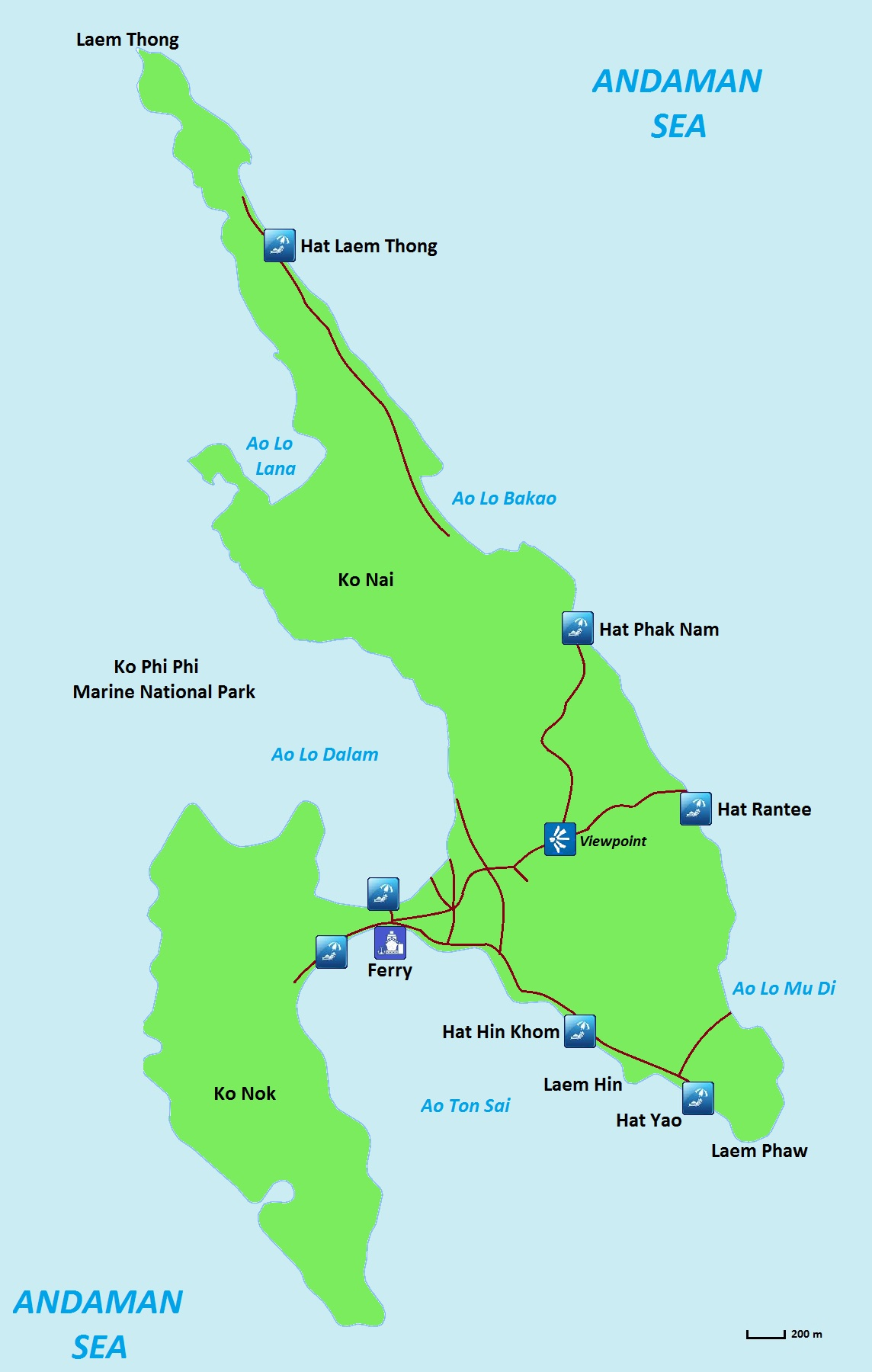
Mapa wyspy

Temperatura powietrzna jest podobna przez cały rok – najczęściej waha się od 27,3 °C we wrześniu do 29,5 °C w kwietniu. Największa liczba dni z opadami jest we wrześniu (średnio 21 dni), natomiast najmniejsza w lutym (średnio 2 dni).
| Miesiąc                                                                           | Sty  | Lut  | Mar  | Kwi  | Maj  | Cze  | Lip  | Sie  | Wrz  | Paź  | Lis  | Gru  |     |
| --------------------------------------------------------------------------------- | ---- | ---- | ---- | ---- | ---- | ---- | ---- | ---- | ---- | ---- | ---- | ---- | --- |
| Średnie temperatury w dzień [°C]                                                  | 27,9 | 28,7 | 29,3 | 29,5 | 28,4 | 28,3 | 27,8 | 27,9 | 27,3 | 27,4 | 27,5 | 27,6 |     |
| Średnia liczba dni z opadami                                                      | 3    | 2    | 4    | 9    | 19   | 17   | 17   | 17   | 21   | 20   | 13   | 6    | 148 |
| Źródło: Norwegian Meteorological Institute and Norwegian Broadcasting Corporation |      |      |      |      |      |      |      |      |      |      |      |      |     |

## Tsunami w 2004 roku
26 grudnia 2004 roku w następstwie trzęsienia ziemi powstały fale tsunami, które dwukrotnie uderzyły w Ko Phi Phi Don między godzinami 9:50 a 11:00 rano czasu lokalnego. Pierwsza fala osiągnęła 3 m a druga 5,5 m wysokości. Przybyły one z obu stron wąskiego przesmyku. W wyniku tsunami na wyspie śmierć poniosło 850 osób, a kolejnych 1300 uznanych zostało za zaginionych. Około 70% infrastruktury zostało zniszczone. Uszkodzona została między innymi szkoła, która była w tym czasie zamknięta (kataklizm wydarzył się w niedzielę).

## Turystyka

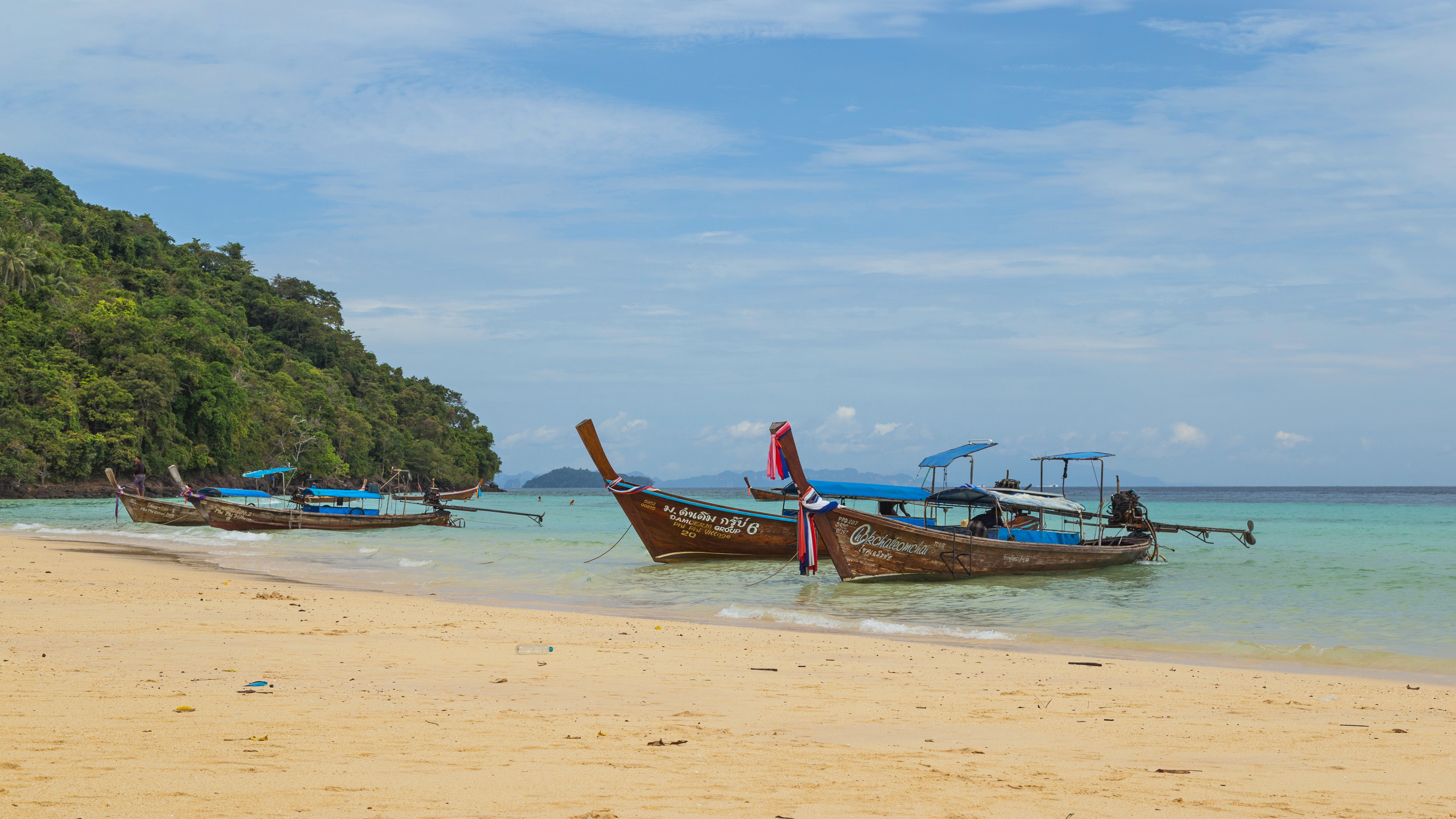
Łodzie długoogonowe na plaży Loh Moo Dee

Na Ko Phi Phi Don dominuje przemysł turystyczny. Na wyspie jest rozwinięta infrastruktura turystyczna – hotele, bungalowy, restauracje, bary, dyskoteki. Do głównych form aktywności należą snorkeling, nurkowanie czy wspinaczka skalna.